# Stefan Rehn
Jan Stefan Rehn (Stoccolma, 22 settembre 1966) è un allenatore di calcio ed ex calciatore svedese.

## Palmarès

### Giocatore
- Allsvenskan: 6

Göteborg: 1990, 1991, 1993, 1994, 1995
Djurgården: 2002
- Svenska Cupen: 2

Göteborg: 1991
Djurgården: 2002
- Mästerskapsserien: 1

Göteborg: 1991
- Coppa Svizzera: 2

Losanna: 1997-1998, 1998-1999